# China (Teksas)
China – miasto w Stanach Zjednoczonych, w stanie Teksas, w hrabstwie Jefferson.